# Karl-Pfaff-Siedlung
Die Karl-Pfaff-Siedlung in Kaiserslautern ist eine ehemalige Werkssiedlung des Nähmaschinenherstellers Pfaff. Zusammen mit dem Ortsteil Bännjerrück lebten dort am 31. Dezember 2020 5.125 Einwohner.

## Geschichte
Benannt ist die Siedlung nach dem Kaiserslauterer Unternehmer Karl Pfaff, dem Enkel des Firmengründers der Pfaff Nähmaschinen, der im Jahr 1952 verstorben war. 1953 wurde auf Beschluss der Hauptversammlung der Nähmaschinenfabrik keine Dividende ausgezahlt und stattdessen mit einer Rücklage von 750.000 Mark der Bau einer Werkssiedlung in unmittelbarer Nähe des Pfaffwerks begonnen. Am 11. September 1953 begann der Bau und am 29. Juli 1954 konnten bereits erste Häuser bezogen werden. Die Finanzierung erfolgte, indem die Pfaff AG allen Belegschaftsmitgliedern Darlehensbücher mit Forderungen an die Firma, gestaffelt nach der Dauer der Werkszugehörigkeit aushändigte. „An die Zuteilung dieser Forderung knüpfte sich die Bedingung, dass der Inhaber sie darlehensweise auf die Karl-Pfaff-Siedlungs-GmbH verzinslich überträgt. Nach Abschluss des gesamten Siedlungsprojektes wurden die durch Mieten und Kauf eingehenden Gelder zur Deckung der Forderungen der Betriebsangehörigen gegen die Karl-Pfaff-Siedlungs-GmbH verwandt.“
Es wurden 160 Einfamilienhäuser, Doppelhäuser oder Dreierblocks mit einem von Ligusterhecken gesäumten Garten errichtet. Die Siedlung ist durch ihre aufgelockerte Einfamilienhausbebauung typisches Beispiel für die Bauweise dieser Zeit. Die zukünftigen Hauseigentümer wurden nach der Dauer der Betriebszugehörigkeit, der Familiengröße und der aktuellen Wohnbedingungen ausgewählt.
Von 1969 bis 2002 war die Siedlung Bestandteil des Ortsbezirks Bännjerrück/Karl-Pfaff-Siedlung, der danach aufgelöst wurde.

## Politik
Bei Landtagswahlen gehört die Siedlung zum Wahlkreis Kaiserslautern I.

## Infrastruktur

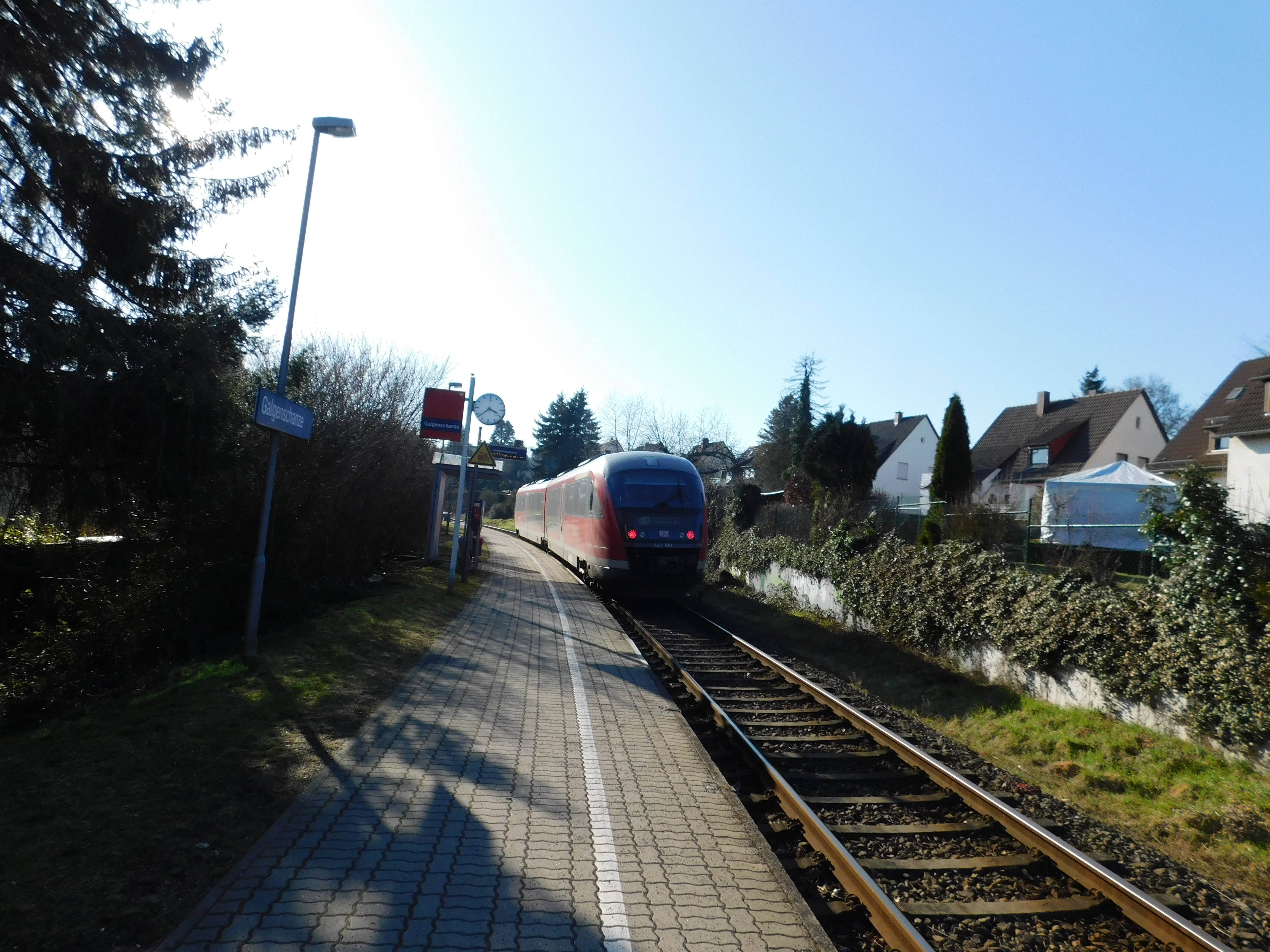
Bahnhof Galgenschanze Kaiserslautern

Es besteht über einen gesperrten Fußgängertunnel unter der Fernbahn direkter Zugang zum Pfaffwerk.
Der Stadtteil hat einen direkten Anschluss an den Haltepunkt Galgenschanze an der Biebermühlbahn und ist zusätzlich über die Buslinie 111 der SWK Stadtwerke Kaiserslautern Verkehrs-AG an das Nahverkehrsnetz angeboten.